# 콩고 프랑
콩고 프랑(Congolese franc, franc congolais)은 콩고 민주 공화국의 통화이다. 1 프랑은 100 상팀(centime)으로 나뉜다.

## 첫 번째 프랑, 1887-1967년
벨기에가 식민통치하는 동안, 화폐는 콩고에서 사용되기 위해 화폐 단위 명칭이 상팀 (centimes) 과 프랑 (francs)으로 표시되어 발행되었다. 이 프랑은 벨기에 프랑과 가치가 같았다. 1916년부터 콩고 프랑은 르완다와 부룬디에서도 통용되기 시작하였다. 1952년부터 이 통화는 벨기에 콩고("Congo Belge" 또는 "Belgische Congo")와 "루안다 우룬디"라는 이름으로 발행하였다.
1960년, 르완다와 부룬디는 1960년부터 1960년까지 자신들의 프랑을 채용하였다. 카탕가 또한 프랑을 발행하였다.
콩고가 독립한 후 자이르의 자이르화가 1 자이르 = 1,000 프랑의 비율로 도입된 1967년까지, 프랑은 콩고의 통화로 남았다.

### 동전
1887년, 구멍이 뚫린 구리 동전은 은동전인 50 상팀, 1, 2, 5 프랑의 종류와 함께 1, 2, 5, 10 상팀의 종류로 도입되었다. 동전을 은으로 제조하는 것을 1896년 중지하였다. 구멍이 뚫려있고 백동으로 만든 5, 10, 20 상팀 동전이 1906년에 도입되었고 이 동전들과 나머지 구리로 만든 동전은 (1, 2 상팀 동전) 1919년까지 주조되었다. 백동으로 만든 50 상팀과 1 프랑 동전은 각각 1921년과 1920년에 도입되었다.
벨기에령 콩고의 동전은 1929년에 주조가 중단되었다. 1936~1937년에는 니켈 청동 합금 5 프랑 동전의 발행을 위해 주조가 재개되었다. 1943년, 6각형 모양인 황동 2 프랑 동전이 도입되었고, 황동 동전인 1, 2, 5 프랑 동전과 은으로 만든 50 프랑 동전이 1944년에서 1947년 사이에 도입되었다.
1952년에, 황동 5 프랑 동전이 "르완다-우룬디"라는 이름으로 처음 발행되었다. 알루미늄 동전 50 상팀, 1, 5 프랑은 이어 1954년에서 1957년 사이에 발행되었다. 1965년에는 콩고공화국에서 처음으로 유일한 프랑 단위의 동전이 발행되었으며 10 프랑 가치의 알루미늄 동전이었다.
벨기에의 동전으로 몇 가지 종류가 두 개의 버전으로 발행되었다. 하나는 프랑스의 명(銘)을 담고 있고, 다른 하나는 플랑드르의 명(銘)을 담고 있다.

### 지폐
1896년, 콩고 독립국(Independent State of Congo)은 10, 100 프랑 지폐를 발행했다. 1912년, 벨기에령 콩고 은행 (Bank of Belgian Congo) 이 20, 1000 프랑 지폐를 도입했다. 뒤이어 1, 5, 100 프랑 지폐는 1914년에 도입되었다. 1 프랑 지폐는 단지 1920년까지 인쇄되었고 10 프랑 지폐는 1937년에 도입되었다. 500 프랑 지폐는 1940년대에 도입되었고, 10,000 프랑 지폐는 1942년에 도입되었다.
1952년, 벨기에령 콩고와 루안다우룬디 중앙은행(Central Bank of Belgian Congo and Ruanda-Urundi)은 5, 10, 20, 50, 100 프랑 지폐를 도입했다. 500 프랑과 1000 프랑 지폐는 1953년에 추가되었다.
1961년, 콩고 국립은행(National Bank of Congo)은 20, 50, 100, 500, 1000 프랑 지폐를 도입했는데, 이 지폐들은 1964년까지 발행되었다. 1962년, 콩고 공화국 통화 위원회(Monetary Council of the Republic of Congo)는 벨기에령 콩고와 루안다 우룬디 중앙은행이 통화위원회의 이름을 겹쳐 인쇄한 1000 프랑 지폐를 도입하였다. 1963년, 콩고 통화 위원회 (the Monetary Council) 정상적인 종류의 100, 500 프랑 지폐를 발행했다.

## 두 번째 프랑, 1997년-
두 번째 프랑은 새 자이르(new zaïre)를 1 프랑 = 100,000 새 자이르의 비율로 대체하면서 1997년 재설립되었다. 이것은 300,000,000,000,000 구 프랑과 같았다.

### 동전
1, 5, 10, 20, 50 상팀의 분수 단위조차 지폐 형태로만 발행되었기 때문에 동전은 발행된 적이 없다.

### 지폐
1997년, 지폐는 액면 1, 5, 10, 20, 50 상팀 (centimes), 1, 5, 10, 20, 50, 100 프랑이 도입되었다. 200 프랑 지폐는 2000년에 도입되었고, 500 프랑 지폐는 2002년에 도입되었다.

## 같이 보기
- 콩고 민주 공화국의 경제

## 참조
- Krause, Chester L., and Clifford Mishler (1991). 《Standard Catalog of World Coins: 1801–1991》 18판. Krause Publications. ISBN 0873411501.
- Pick, Albert (1994). 《Standard Catalog of World Paper Money: General Issues》. Colin R. Bruce II and Neil Shafer (editors) 7판. Krause Publications. ISBN 0-87341-207-9.